# Flaga stanowa Idaho
Flaga stanowa Idaho została wprowadzona w 1907. Błękit oznacza przynależność do Unii, a przedstawiona na niej kobieta symbolizuje emancypację. Jej atrybuty czapka frygijska i waga są symbolami sprawiedliwości. Górnik reprezentuje główny zawód w tym stanie. Rolnik przy orce, rolnictwo, sosna – leśnictwa, a rogi obfitości reprezentują sadownictwo. Głowa wapiti – faunę.
Wprowadzona w 1907 roku, formalnie ustanowiona 15 marca 1927 roku. Proporcje 26:33.